# London Grand Prix 2019
Navigation
Édition précédente Édition suivante
Le London Grand Prix 2019 se déroule les 20 et 21 juillet 2019 au Stade olympique de Londres. Il s'agit de la dixième étape de la Ligue de diamant 2019.

## Hommes
| Rang | Athlète         | Temps   | Points |
| ---- | --------------- | ------- | ------ |
| 1    | Akani Simbine   | 9 s 93  | 8      |
| 2    | Zharnel Hughes  | 9 s 95  | 7      |
| 3    | Yohan Blake     | 9 s 97  | 6      |
| 4    | Yuki Koike      | 9 s 98  | 5      |
| 5    | Andre De Grasse | 9 s 99  | 4      |
| 6    | Adam Gemili     | 10 s 04 | 3      |
| 7    | Yoshihide Kiryū | 10 s 13 | 2      |
| 8    | Cejhae Greene   | 10 s 19 | 1      |

| Rang | Athlète          | Temps   | Points |
| ---- | ---------------- | ------- | ------ |
| 1    | Akeem Bloomfield | 44 s 40 | 8      |
| 2    | Jonathan Jones   | 44 s 63 | 7      |
| 3    | Nathon Allen     | 44 s 85 | 6      |
| 4    | Obi Igbokwe      | 45 s 06 | 5      |
| 5    | Demish Gaye      | 45 s 11 | 4      |
| 6    | Baboloki Thebe   | 45 s 23 | 3      |
| 7    | Luka Janežič     | 45 s 49 | 2      |
| 8    | Rabah Yousif     | 45 s 52 | 1      |

| Rang | Athlète            | Temps         | Points |
| ---- | ------------------ | ------------- | ------ |
| 1    | Ferguson Rotich    | 1 min 43 s 14 | 8      |
| 2    | Wyclife Kinyamal   | 1 min 43 s 48 | 7      |
| 3    | Marcin Lewandowski | 1 min 43 s 74 | 6      |
| 4    | Cornelius Tuwei    | 1 min 43 s 90 | 5      |
| 5    | Wesley Vázquez     | 1 min 44 s 42 | 4      |
| 6    | Jamie Webb         | 1 min 44 s 52 | 3      |
| 7    | Adam Kszczot       | 1 min 44 s 61 | 2      |
| 8    | Emmanuel Korir     | 1 min 44 s 75 | 1      |

| Rang | Athlète             | Temps          | Points |
| ---- | ------------------- | -------------- | ------ |
| 1    | Hagos Gebrhiwet     | 13 min 1 s 86  | 8      |
| 2    | Jakob Ingebrigtsen  | 13 min 2 s 03  | 7      |
| 3    | Nicholas Kimeli     | 13 min 5 s 48  | 6      |
| 4    | Stewart McSweyn     | 13 min 5 s 63  | 5      |
| 5    | Andrew Butchart     | 13 min 6 s 21  | 4      |
| 6    | Rhonex Kipruto      | 13 min 7 s 40  | 3      |
| 7    | Yemaneberhan Crippa | 13 min 7 s 84  | 2      |
| 8    | Patrick Tiernan     | 13 min 12 s 68 | 1      |

## Légende
Records et Performances
- AR : Record continental (area record)
- CR : Record des championnats (championship record)
- MR : Record du meeting (meet record)
- NR : Record national (national record)
- OR : Record olympique (olympic record)
- PR : Record paralympique (paralympic record)
- PB : Record personnel (personal best)
- SB : Meilleure performance personnelle de la saison (season's best)
- WL : Meilleure performance mondiale de l'année (world leader)
- WJR : Record du monde junior (world junior record)
- WR : Record du monde (world record)

Circonstances et Conditions
- DNF : N'a pas terminé (did not finish)
- DNS : N'a pas pris le départ (did not start)
- DQ : Disqualification (disqualification)
- NM : Aucun essai valable enregistré (No Mark)
- Q : Qualifié « directement » au prochain tour (ou à la prochaine compétition), lors d'une compétition majeure, grâce au classement ou à la réalisation des minima (automatic qualifier)
- q : Qualifié au prochain tour (ou à la prochaine compétition), lors d'une compétition majeure, grâce au repêchage ou à la réalisation de l'une des meilleures performances parmi celles des « non qualifiés directement » (grâce au meilleur temps ou à la meilleure distance par exemple) (secondary qualifier)